# フライト (競走馬)
フライト（Flight、 1940年-1953年）は、オーストラリアで生産・調教されたサラブレッドの競走馬、および繁殖牝馬。第二次世界大戦戦中・戦後のオーストラリア競馬において、シャノン・バーンバラ・ロイヤルジェム・ロシアなどの強豪に混じって活躍した馬で、のちの2007年にオーストラリア競馬殿堂に殿堂入りを果たした。

## 経歴
1942年のイヤリングセールにおいて、後のオーストラリアンジョッキークラブ会長であるブライアン・クロウリーに60ギニーで購入された馬である。2歳から6歳までの5シーズンで24勝を挙げ、その中には1945年・1946年のコックスプレート連覇、マッキノンステークスなども含まれる。このほかにも大競走で2着に入ることが多く、オーストラリアンダービーでは三冠達成馬ムーアランドの2着などを含めて19回の2着を経験している。
6歳で競走馬を引退、繁殖入りした。繁殖牝馬として5頭の産駒を産んだ後の1953年、多量の内出血が原因となって、わずか12歳で早世した。フライト自身からはこれといった競走馬を出さなかったが、産駒中で唯一の牝馬であったフライツドーターがスカイライン・スカイハイのダービー馬兄弟を出している。
2007年、オーストラリア競馬博物館はフライトの競走成績を称え、同馬を殿堂馬の一頭として選定した。

## 評価

### 主な勝鞍
1943年（2歳/3歳）
シャンペンステークス、ホバートヴィルステークス、クレイヴンプレート
1944年（3歳/4歳）
アドリアンノックスステークス、ワーウィックステークス、コリンステファンステークス
1945年（4歳/5歳）
コックスプレート、クレイヴンプレート（2回目）
1946年（5歳/6歳）
コックスプレート（連覇）、エッセンデンステークス、CFオーアステークス、セントジョージステークス、AJCプレート、マッキノンステークス
1947年（6歳）
エッセンデンステークス（連覇）

### 表彰
- 2007年 - オーストラリア競馬名誉の殿堂により、殿堂馬として選定される。
- ロイヤルランドウィック競馬場に、フライトの名を冠したフライトステークスが創設される。

## 血統表
| フライトの血統（ベンドア系（エクリプス系） / St. Simon 4x5=9.38%、 Chelandry 4x5=9.38%、 Cyllene 父内5x5x5=9.38%） | フライトの血統（ベンドア系（エクリプス系） / St. Simon 4x5=9.38%、 Chelandry 4x5=9.38%、 Cyllene 父内5x5x5=9.38%） | フライトの血統（ベンドア系（エクリプス系） / St. Simon 4x5=9.38%、 Chelandry 4x5=9.38%、 Cyllene 父内5x5x5=9.38%） | （血統表の出典）   | （血統表の出典） |
| 父 Royal Step 1933 鹿毛 オーストラリア                                                                             | 父の父Heroic 1921 鹿毛 オーストラリア                                                                              | Valais | Cicero             | Cicero           |
| 父 Royal Step 1933 鹿毛 オーストラリア                                                                             | 父の父Heroic 1921 鹿毛 オーストラリア                                                                              | Valais | Lily of the Valley |                  |
| 父 Royal Step 1933 鹿毛 オーストラリア                                                                             | 父の父Heroic 1921 鹿毛 オーストラリア                                                                              | Chersonese | Cylgad             | Cylgad           |
| 父 Royal Step 1933 鹿毛 オーストラリア                                                                             | 父の父Heroic 1921 鹿毛 オーストラリア                                                                              | Chersonese | Chelandry          |                  |
| 父 Royal Step 1933 鹿毛 オーストラリア                                                                             | 父の母Roseflight 1926 鹿毛 オーストラリア                                                                          | Rossendale | St. Frusquin       | St. Frusquin     |
| 父 Royal Step 1933 鹿毛 オーストラリア                                                                             | 父の母Roseflight 1926 鹿毛 オーストラリア                                                                          | Rossendale | Menda              |                  |
| 父 Royal Step 1933 鹿毛 オーストラリア                                                                             | 父の母Roseflight 1926 鹿毛 オーストラリア                                                                          | Flying Lem | Lemberg            | Lemberg          |
| 父 Royal Step 1933 鹿毛 オーストラリア                                                                             | 父の母Roseflight 1926 鹿毛 オーストラリア                                                                          | Flying Lem | Flying Countess    |                  |
| 母 Lambent 1927 栗毛 ニュージーランド                                                                              | 母の父Tractor 1918 青鹿毛 イギリス                                                                                 | The Tetrarch | Roi Herode         | Roi Herode       |
| 母 Lambent 1927 栗毛 ニュージーランド                                                                              | 母の父Tractor 1918 青鹿毛 イギリス                                                                                 | The Tetrarch | Vahren             |                  |
| 母 Lambent 1927 栗毛 ニュージーランド                                                                              | 母の父Tractor 1918 青鹿毛 イギリス                                                                                 | Gravitation | St. Simon          | St. Simon        |
| 母 Lambent 1927 栗毛 ニュージーランド                                                                              | 母の父Tractor 1918 青鹿毛 イギリス                                                                                 | Gravitation | Gravity            |                  |
| 母 Lambent 1927 栗毛 ニュージーランド                                                                              | 母の母Dazzling Light 1921 鹿毛 ニュージーランド                                                                    | Kilbroney | The Wag            | The Wag          |
| 母 Lambent 1927 栗毛 ニュージーランド                                                                              | 母の母Dazzling Light 1921 鹿毛 ニュージーランド                                                                    | Kilbroney | Innismakil         |                  |
| 母 Lambent 1927 栗毛 ニュージーランド                                                                              | 母の母Dazzling Light 1921 鹿毛 ニュージーランド                                                                    | Simper | Symington          | Symington        |
| 母 Lambent 1927 栗毛 ニュージーランド                                                                              | 母の母Dazzling Light 1921 鹿毛 ニュージーランド                                                                    | Simper | Chelys F-No.1-n    |                  |